# Kecamatan Klaten Selatan
Kecamatan Klaten Selatan är ett distrikt i Indonesien.   Det ligger i provinsen Jawa Tengah, i den västra delen av landet, 400 km öster om huvudstaden Jakarta.